# Horisme falcata
Horisme falcata là một loài bướm đêm trong họ Geometridae.